# Lehtosaari (ö i Södra Savolax, S:t Michel, lat 61,49, long 27,29)
Lehtosaari är en ö i Finland. Den ligger i sjön Saimen och i kommunen Sankt Michel i den ekonomiska regionen  S:t Michel och landskapet Södra Savolax, i den södra delen av landet, 190 km nordost om huvudstaden Helsingfors. Öns area är 0,4 hektar och dess största längd är 170 meter i nord-sydlig riktning.